# Michel Henry

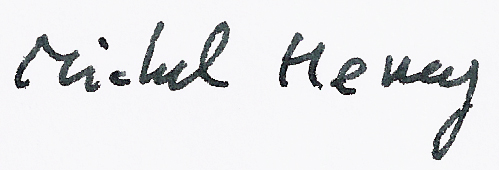
Michel Henry, Signatur 1995

Michel Henry (* 10. Januar 1922 in Haiphong, Vietnam; † 3. Juli 2002 in Albi, Frankreich) war ein französischer Philosoph und Schriftsteller.

## Biografie
Michel Henry verbrachte seine frühe Kindheit in Französisch-Indochina, also in französischem Kolonialgebiet. 1929, im Alter von 7 Jahren, kam er mit seiner Mutter (sein Vater war kurz nach seiner Geburt bei einem Autounfall ums Leben gekommen) nach Frankreich. Seine philosophische Ausbildung erhielt er in Paris. Im Zweiten Weltkrieg war er an der Résistance beteiligt. Nach dem Krieg gehörte er zur Gruppe von französischen Philosophen, die Martin Heidegger im Schwarzwald einen Besuch abstattete. Von 1960 bis 1982 lehrte Henry an der Universität Montpellier. Neben seinem philosophischen Werk veröffentlichte Henry außerdem vier Romane, die nicht ins Deutsche übersetzt wurden.

## Philosophie
Michel Henry ist Begründer einer Phänomenologie des Lebens, die gelegentlich auch als "(radikale) Lebensphänomenologie" oder "materiale Phänomenologie des Lebens" bezeichnet wird.
Seinen phänomenologischen Ansatz entwickelt Henry anhand einer Kritik an der klassischen Phänomenologie Edmund Husserls: Die einseitige Ausrichtung auf die Intentionalität, das heißt auf die Beziehung zwischen dem Bewusstseinsakt des Erscheinens und dem darin erscheinenden („intentionalen“) Gegenstand, habe dazu geführt, die ursprüngliche Erscheinungsweise („Phänomenalisierung“) – und damit zugleich das Urphänomen des Lebens – zu verfehlen. Die Kritik an Husserl besteht demgemäß darin, dass die klassische Phänomenologie mit ihrer unbefragten Voraussetzung, die Intentionalität des Bewusstseins für den ursprünglichen Ort des Erscheinens zu halten, gerade die eigentliche Wirklichkeit des Erscheinens vor aller Intentionalität unberücksichtigt lässt und damit ihre ontologische Aufgabe, die Wirklichkeit des Erscheinens aufzuklären, preisgibt. Dieser „Weltphänomenalität“, in der jedes Erscheinende zu einem bloß intentional Gesehenen nivelliert und darin seiner Wirklichkeit beraubt wird, stellt Henry die ursprüngliche „Lebensphänomenalität“ entgegen: Das Erscheinen des Lebens ist nicht über einen intentionalen Bezug vermittelt, sondern geschieht unmittelbar und immanent. Die ursprüngliche Phänomenalisierung besteht demnach nicht darin, dass das Leben sich auf gegenständliche Weise einem Bewusstsein gibt, sondern dass das Leben sich unmittelbar sich selbst gibt, ohne dass das „Licht“ einer bewussten Reflexion dazwischentritt.
Der phänomenologische Lebensbegriff Henrys darf dabei nicht biologisch missverstanden werden: Mit „Leben“ ist nicht etwa die belebte Natur als der Gegenstand der Biologie gemeint, sondern ein vor aller wissenschaftlichen und alltäglichen Erfahrung der Gegenständlichkeit liegendes unmittelbares Phänomen, das der Mensch, der diese philosophische Überlegung anstellt, zuerst an sich selbst erfährt, und zwar in der Art und Weise, wie er sich selbst erscheint: Das ursprüngliche Sich-Erscheinen des Menschen liegt nicht in einer reflexiven Rückwendung auf mich (indem ich mich zum Gegenstand meiner selbst mache), sondern vielmehr in einem unmittelbaren Mir-Selbst-Gegeben-sein, also in einem Erscheinen, das nicht in der Macht des Subjekts liegt. Es ist diese Instanz des ursprünglichen Erscheinens, die Henry als „Leben“ bezeichnet.
Michel Henry hat die skizzierte Grundeinsicht, die sein gesamtes philosophisches, essayistisches und literarisches Werk durchzieht, in ganz unterschiedlicher Gestalt konkretisiert und auf verschiedenste Themen und Probleme angewandt, unter anderem auf Fragen der Kultur, der Religion und der abstrakten Kunst.

## Werke
Zu Lebzeiten erschienene philosophische Werke
- L’Essence de la manifestation (1963), engl. The Essence of Manifestation, Martinus Nijhoff, 1973; Springer, 2004, dt. Das Wesen des In-Erscheinung-Tretens, Verlag Karl Alber, Freiburg 2019, ISBN 978-3-495-48948-2,  Teilübersetzung der Paragraphen zu Meister Eckhart in: Rolf Kühn / Sébastien Laoureux (Hg.), Meister Eckhart – Erkenntnis und Mystik des Lebens. Forschungsbeiträge der Lebensphänomenologie. Verlag Karl Alber, Freiburg / München 2008, ISBN 978-3-495-48288-9. S. 13–102.
- Philosophie et Phénoménologie du corps (1965), engl. Philosophy and Phenomenology of the Body, Springer, 1975
- Marx:
  - I. Une philosophie de la réalité (1976)
  - II. Une philosophie de l’économie (1976)
  - engl. Marx : a Philosophy of Human Reality, Indiana University Press, 1993
- Généalogie de la psychanalyse. Le commencement perdu (1985), engl. The Genealogy of Psychoanalysis, Stanford University Press, 1993
- La Barbarie (1987), dt. Die Barbarei. Eine phänomenologische Kulturkritik. Aus dem Französischen übersetzt und eingeleitet von Rolf Kühn und Isabelle Thireau. Verlag Karl Alber, Freiburg / München 1994. ISBN 978-3-495-47769-4
- Radikale Lebensphänomenologie. Ausgewählte Studien zur Phänomenologie. Aus dem Französischen übersetzt, herausgegeben und eingeleitet von Rolf Kühn. Vorwort von Jean-Luc Marion. Verlag Karl Alber, Freiburg / München 1992. ISBN 978-3-495-47737-3
- C'est moi la Vérité. Pour une philosophie du christianisme (1996), dt. Ich bin die Wahrheit. Für eine Philosophie des Christentums. Aus dem Französischen übersetzt von Rolf Kühn. Vorwort von Rudolf Bernet. Verlag Karl Alber Alber, Freiburg / München 1997. ISBN 978-3-495-47856-1
- Incarnation. Une philosophie de la chair (2000), dt. Inkarnation. Eine Philosophie des Fleisches. Verlag Karl Alber, Freiburg / München 2002. ISBN 978-3-495-48051-9
- Affekt und Subjektivität. Lebensphänomenologische Beiträge zur Psychologie und zum Wesen des Menschen. Aus dem Französischen von Rolf Kühn. Verlag Karl Alber, Freiburg / München 2005. ISBN 978-3-495-48099-1

Literarische Werke
- Le Jeune Officier (1954)
- L'Amour les yeux fermés (1976)
- Le Fils du roi (1981)
- Le Cadavre indiscret (1996)

Posthume Werke
- Paroles du Christ (2002), dt. Christi Worte. Eine Phänomenologie der Sprache und Offenbarung. Aus dem Französischen von Maurice de Coulon. Nachwort von Rolf Kühn. Verlag Karl Alber, Freiburg / München 2010. ISBN 978-3-495-48396-1
- Auto-donation. Entretiens et conférences (2002)
- Le bonheur de Spinoza (2003)
- Phénoménologie de la vie:
  - Tome I. De la phénoménologie (2003)
  - Tome II. De la subjectivité (2003)
  - Tome III. De l’art et du politique (2003)
  - Tome IV. Sur l’éthique et la religion (2004)
- Entretiens (2005), Éditions Sulliver
- Le socialisme selon Marx (2008), Éditions Sulliver